# Бургасская область
Бурга́сская о́бласть (болг. Област Бургас) — область в Юго-Восточном регионе Болгарии, крупнейшая из 28 областей страны. Площадь области составляет 7748,1 км², население —  412 684 человека (2016). Административный центр — город Бургас.

## География
На востоке Бургасская область омывается Чёрным морем, на западе граничит с областями Сливенской и Ямболской, на севере — с областями Варненской и Шуменской, а на юге — с Турцией.
Окрестности Бургаса богаты озёрами с пресной и солёной водой. Наносы солёных озёр широко используются в грязевых и бальнеологических центрах. Рядом с целебными минеральными источниками расположены Бургасские бани, одни из самых древних в Болгарии. Они были известны ещё во времена господства римлян.

## История
В древности окрестности Бургаса населяли фракийцы и покорившие их римляне. Те и другие оставили после себя множество исторических памятников. В конце XVII в. рыбаки из Помория и Созополя поселились на берегах богатого рыбой Мандренского озера. Позднее здесь же поселились и турецкие рыбаки (предположительно, после Русско-турецкой войны (1828—1829).
Среди архитектурных памятников области замечательны развалины крепости Пиргос на берегу Мандренского озера, церкви Свв. Кирилла и Мефодия (XIX век), армянская (XIX век).

## Общины Бургасской области
1. Айтос
2. Бургас
3. Камено
4. Карнобат
5. Малко-Тырново
6. Несебыр
7. Поморие
8. Приморско
9. Руен
10. Созопол
11. Средец
12. Сунгурларе
13. Царево

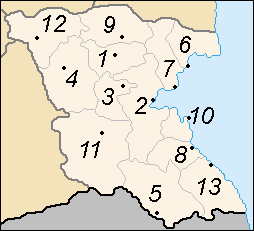
Общины Бургасской области

Четыре общины на северо-востоке Бургасской области (Айтос, Руен, Несебыр и Поморие) составляют уникальный природно-географический район Рог Старой Планины, известный своими минеральными богатствами и экологической чистотой.
см. также Города Бургасской области

## Население
| Этнические группы (2011) | Этнические группы (2011) | Этнические группы (2011) | Этнические группы (2011) | Этнические группы (2011) |
| Этническая группа        |                          |                          | Процент                  |                          |
| ------------------------ | ------------------------ | ------------------------ | ------------------------ | ------------------------ |
| Болгары                  |                          |                          | 80.5 %                   |                          |
| Турки                    |                          |                          | 13.3 %                   |                          |
| Цыгане                   |                          |                          | 5.0 %                    |                          |
| Другие                   |                          |                          | 1.2 %                    |                          |

## Памятники

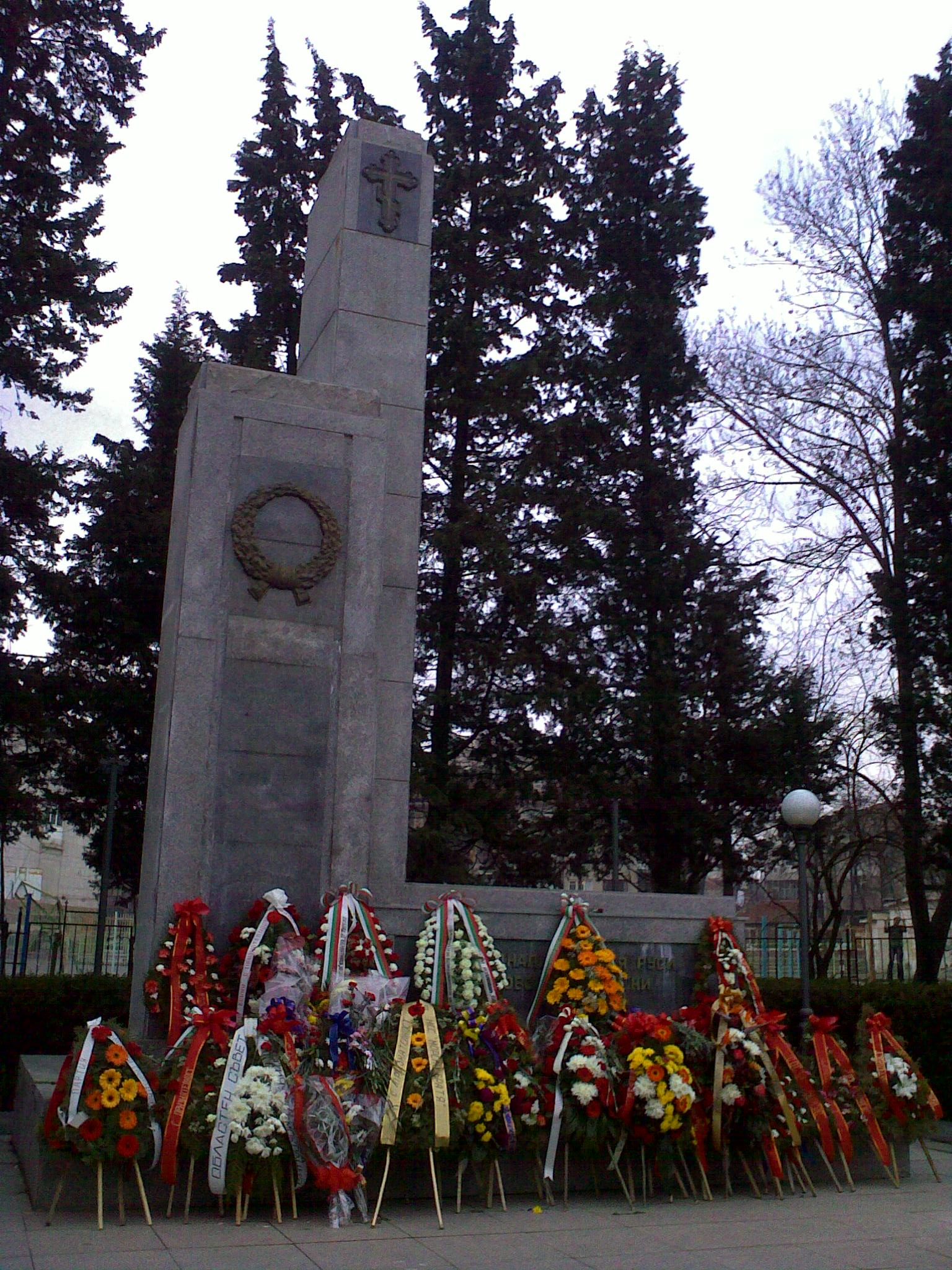
Памятник признательности русским воинам-освободителям (Бургас)

- Памятник воинам Бургасского отряда, умершим от болезней с марта по октябрь 1878 года в лазаретах полков 93-го Иркутского и 94-го Енисейского Военно-Временного госпиталя № 71 (Бургас).
- Памятник Александру Сергеевичу Пушкину (Бургас).
- Памятник признательности русским воинам-освободителям (Бургас).
- Мемориальная доска на стене армянской церкви в честь генерал-майора Александра Лермонтова, вошедшего в Бургас 06.02.1878 года (Бургас).
- Памятник болгаро-русской дружбе (Карнобат)
- Памятная доска русским, болгарским и греческим морякам, воинам и офицерам, воевавшим с Османской империей в крепости Созополь с 17 февраля по 7 июля 1829 года (Созопол).

## Туризм
Практически во всех приморских общинах Бургасской области есть курортные комплексы с оборудованными пляжами и гостиницами. Наиболее известным среди них является Солнечный берег (болг. Слънчев бряг) в общине Несебыр к северу от Бургаса.
В 2008 году число российских туристов, отдыхающих в области, выросло на 38 % до 40 тысяч человек в год. Больше отдыхающих приехало из Израиля, Польши, Чехии, Словакии. Одновременно уменьшилось почти вдвое количество туристов из Скандинавии. Возможно, причиной этого стал несчастный случай с норвежским туристом, погибшим во время пьяной драки в Несебре.